# Le Pavillon-Sainte-Julie
Le Pavillon-Sainte-Julie est une commune française, située dans le département de l'Aube en région Grand Est.

## Géographie
Le Pavillon-Sainte-Julie est un village de la Champagne crayeuse. Aucun cours d'eau ne prend sa source ou ne traverse le village. Les habitants, pour remédier à ce problème, ont creusé de nombreux puits,.
La route départementale 442 est la voie principale du village et suit probablement le tracé de l'ancienne voie romaine qui reliait Troyes à Beauvais. Elle porte les noms de Rue Royale et Rue des Templiers. Une route transversale qui relie Fontaine-les-Grès à Villeloup coupe la route principale. Le village s'est édifié autour de ce carrefour.
L'agriculture est aujourd'hui la principale ressource du village. Comme dans toutes les communes de la région, les céréales, betteraves, luzerne occupent l'essentiel des terres.

### Hydrographie
La commune est dans la région hydrographique « la Seine de sa source au confluent de l'Oise (exclu) » au sein du bassin Seine-Normandie. Elle n'est drainée par aucun cours d'eau,.

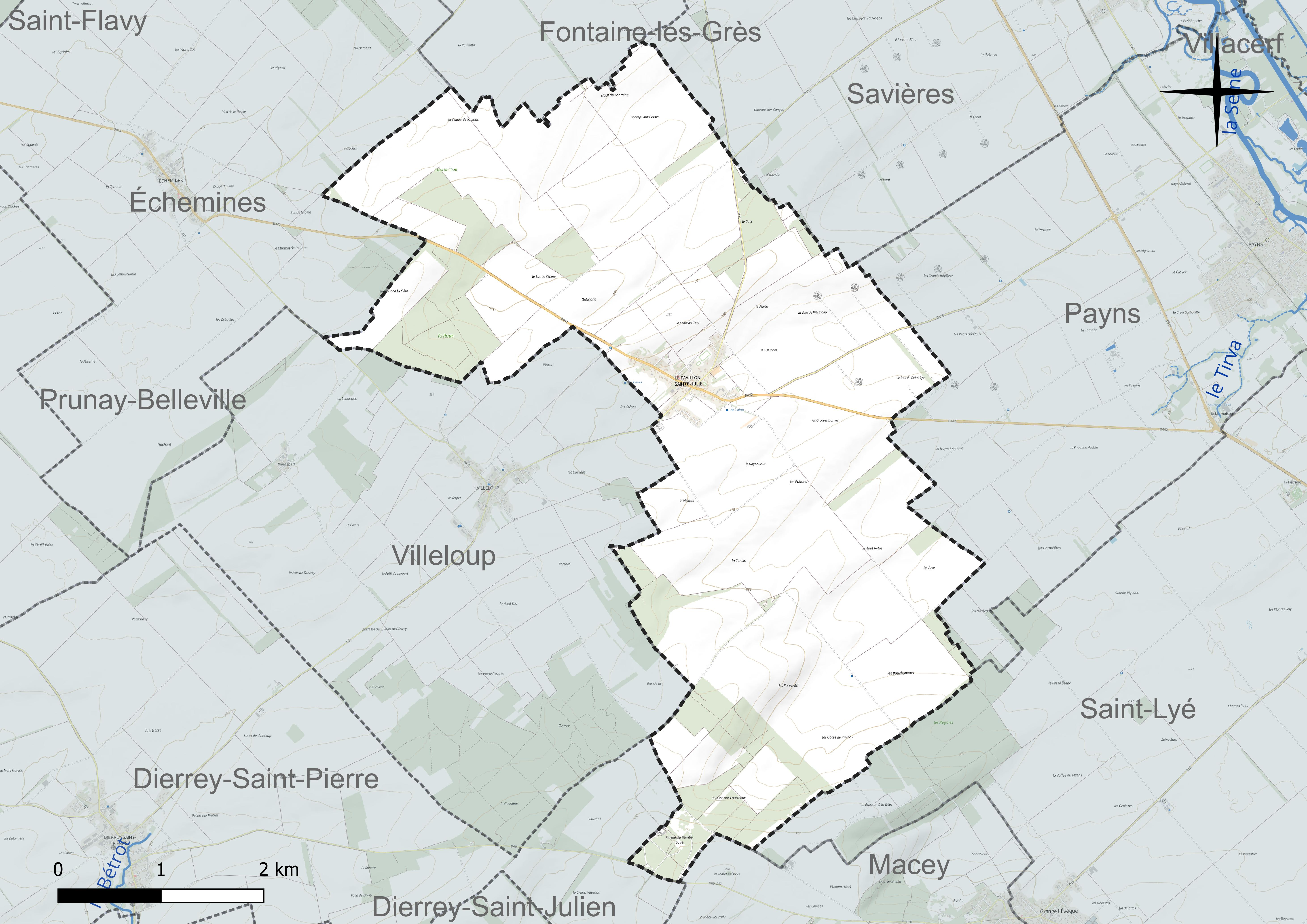
Réseau hydrographique du Pavillon-Sainte-Julie.

### Climat
Pour des articles plus généraux, voir Climat du Grand Est et Climat de l'Aube.
En 2010, le climat de la commune est de type climat océanique dégradé des plaines du Centre et du Nord, selon une étude du Centre national de la recherche scientifique s'appuyant sur une série de données couvrant la période 1971-2000. En 2020, Météo-France publie une typologie des climats de la France métropolitaine dans laquelle la commune est exposée à un climat océanique altéré et est dans la région climatique Nord-est du bassin Parisien, caractérisée par un ensoleillement médiocre, une pluviométrie moyenne régulièrement répartie au cours de l’année et un hiver froid (3 °C).
Pour la période 1971-2000, la température annuelle moyenne est de 10,8 °C, avec une amplitude thermique annuelle de 15,6 °C. Le cumul annuel moyen de précipitations est de 723 mm, avec 12 jours de précipitations en janvier et 8 jours en juillet. Pour la période 1991-2020, la température moyenne annuelle observée sur la station météorologique de Météo-France la plus proche, « Troyes-Barberey », sur la commune de Barberey-Saint-Sulpice à 10 km à vol d'oiseau, est de 11,3 °C et le cumul annuel moyen de précipitations est de 644,6 mm. 
La température maximale relevée sur cette station est de 41,8 °C, atteinte le 25 juillet 2019 ; la température minimale est de −23 °C, atteinte le 17 janvier 1985,,.
Les paramètres climatiques de la commune ont été estimés pour le milieu du siècle (2041-2070) selon différents scénarios d'émission de gaz à effet de serre à partir des nouvelles projections climatiques de référence DRIAS-2020. Ils sont consultables sur un site dédié publié par Météo-France en novembre 2022.

## Urbanisme

### Typologie
Au 1er janvier 2024, Le Pavillon-Sainte-Julie est catégorisée commune rurale à habitat dispersé, selon la nouvelle grille communale de densité à 7 niveaux définie par l'Insee en 2022.
Elle est située hors unité urbaine. Par ailleurs la commune fait partie de l'aire d'attraction de Troyes, dont elle est une commune de la couronne,. Cette aire, qui regroupe 209 communes, est catégorisée dans les aires de 200 000 à moins de 700 000 habitants,.

### Occupation des sols
L'occupation des sols de la commune, telle qu'elle ressort de la base de données européenne d’occupation biophysique des sols Corine Land Cover (CLC), est marquée par l'importance des territoires agricoles (85,2 % en 2018), une proportion sensiblement équivalente à celle de 1990 (84,6 %). La répartition détaillée en 2018 est la suivante : 
terres arables (85,2 %), forêts (9,1 %), milieux à végétation arbustive et/ou herbacée (4,1 %), zones urbanisées (1,6 %). L'évolution de l’occupation des sols de la commune et de ses infrastructures peut être observée sur les différentes représentations cartographiques du territoire : la carte de Cassini (XVIIIe siècle), la carte d'état-major (1820-1866) et les cartes ou photos aériennes de l'IGN pour la période actuelle (1950 à aujourd'hui).

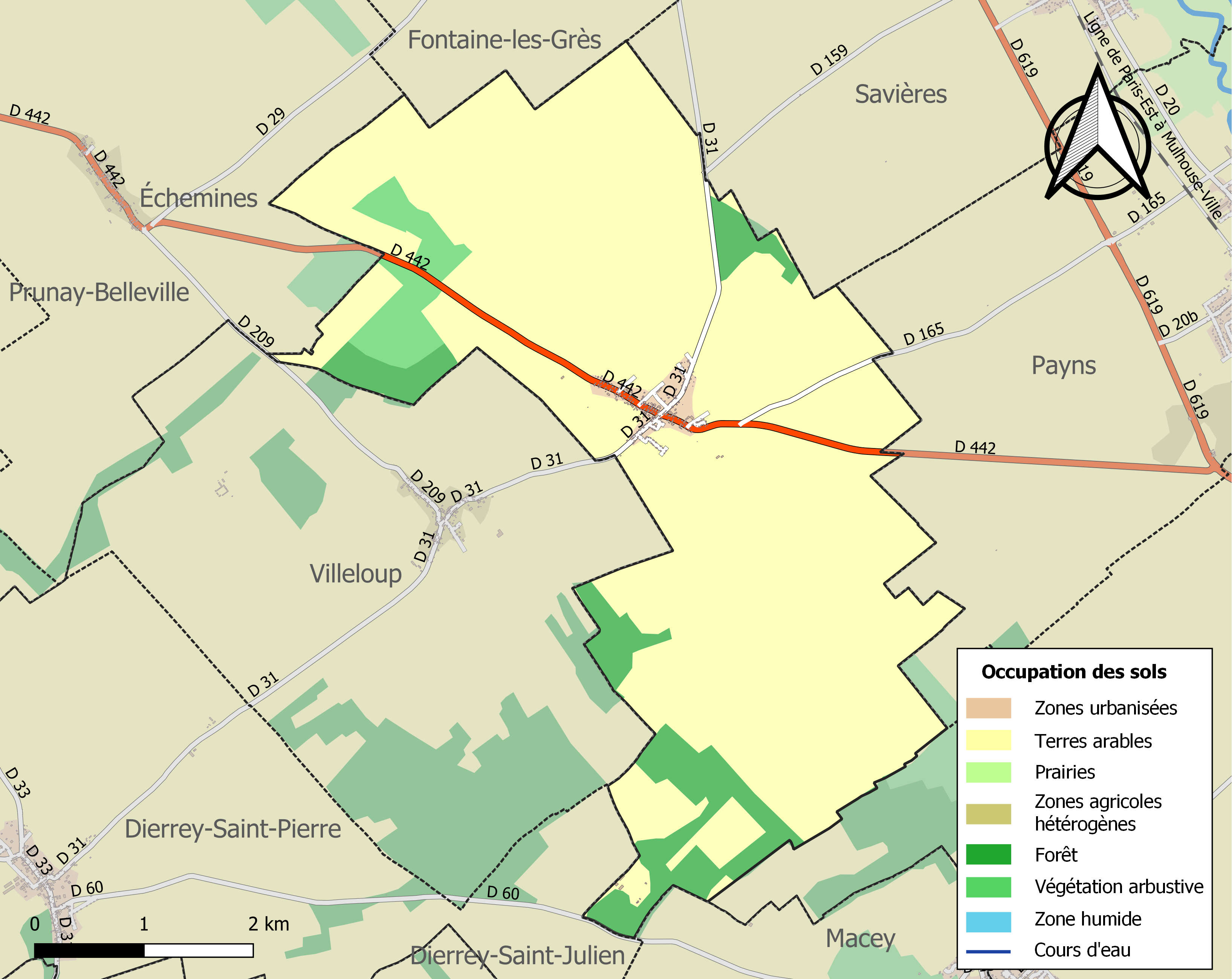
Carte des infrastructures et de l'occupation des sols de la commune en 2018 (CLC).

## Toponymie
Le village a porté le nom de Grand-Pavillon pour le différencié de Petit-Pavillon qui est au territoire de Payns.
Au cadastre de 1809 sont cités au territoire : Commanderie, Estre, Grande-Borne, Grosses-Bornes, Hôpitaux-Lansquenet, Moulin-à-Vent, Chemin-de-Saint-Antoine et Sainte-Julie.

## Histoire
L'occupation humaine remonte au moins à l'époque romaine. Une voie traversait le finage et des pièces de monnaie, bijoux mais aussi  sarcophages ont été retrouvés sur le territoire. Au XIIe siècle, la construction d'une église atteste l'occupation durable du secteur.

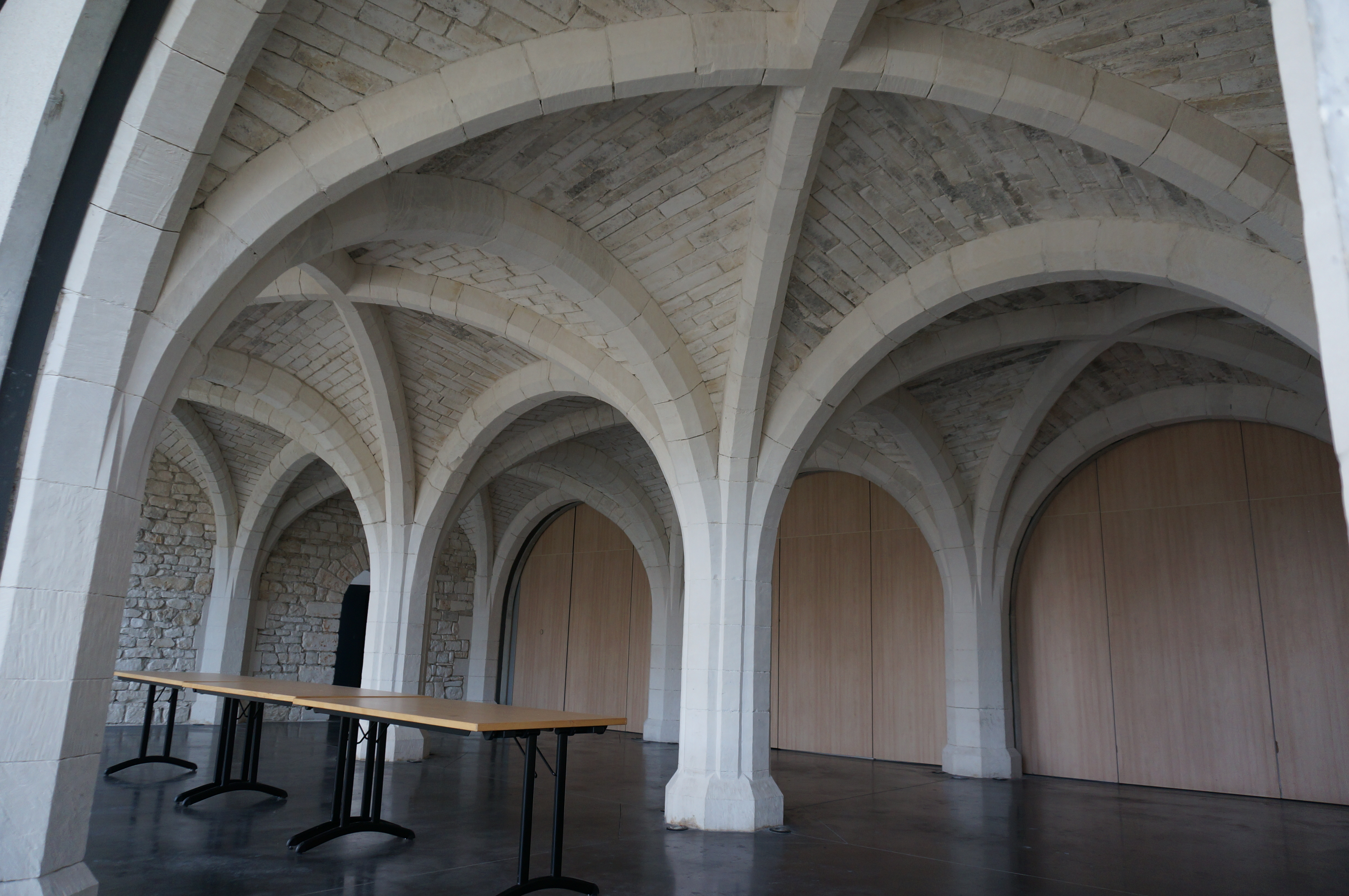
Le cellier.

Un cellier de la même époque, probablement érigé par les Templiers de la commanderie de Payns a été depuis démonté et remonté pierre par pierre à Saint-Julien-les-Villas pour abriter la Maison du Patrimoine. Toutefois rien ne prouve que ce bâtiment a bien été érigé par les Templiers à Pavillon-Sainte-Julie. De récentes études tendent à démontrer que cette construction a subi un premier "démontage" après avoir été vendue comme bien national pendant la Révolution française. L'emplacement d'origine était bien la commanderie de Payns et non le village de Pavillon. La commanderie de Payns avait au territoire 450 arpents de terre.

## Politique et administration
| Période                                  | Période  | Identité               | Étiquette | Qualité |
| ---------------------------------------- | -------- | ---------------------- | --------- | ------- |
| mars 2001                                | mai 2020 | M. Roland Chaplot      | DVD       | Cadre   |
| mai 2020                                 | En cours | Mme Marie-Ange Chalvet |           |         |
| Les données manquantes sont à compléter. |          |                        |           |         |

## Démographie
L'évolution du nombre d'habitants est connue à travers les recensements de la population effectués dans la commune depuis 1793. Pour les communes de moins de 10 000 habitants, une enquête de recensement portant sur toute la population est réalisée tous les cinq ans, les populations de référence des années intermédiaires étant quant à elles estimées par interpolation ou extrapolation. Pour la commune, le premier recensement exhaustif entrant dans le cadre du nouveau dispositif a été réalisé en 2006.

En 2022, la commune comptait 278 habitants, en évolution de −5,44 % par rapport à 2016 (Aube : +0,7 %, France hors Mayotte : +2,11 %).
| 1793 | 1800 | 1806 | 1821 | 1831 | 1836 | 1841 | 1846 | 1851 |
| ---- | ---- | ---- | ---- | ---- | ---- | ---- | ---- | ---- |
| 306  | 307  | 274  | 240  | 256  | 262  | 265  | 256  | 240  |

| 1856 | 1861 | 1866 | 1872 | 1876 | 1881 | 1886 | 1891 | 1896 |
| ---- | ---- | ---- | ---- | ---- | ---- | ---- | ---- | ---- |
| 256  | 244  | 254  | 280  | 265  | 256  | 223  | 219  | 217  |

| 1901 | 1906 | 1911 | 1921 | 1926 | 1931 | 1936 | 1946 | 1954 |
| ---- | ---- | ---- | ---- | ---- | ---- | ---- | ---- | ---- |
| 216  | 191  | 185  | 153  | 168  | 146  | 149  | 153  | 145  |

| 1962 | 1968 | 1975 | 1982 | 1990 | 1999 | 2006 | 2011 | 2016 |
| ---- | ---- | ---- | ---- | ---- | ---- | ---- | ---- | ---- |
| 152  | 148  | 136  | 181  | 221  | 219  | 311  | 315  | 294  |

| 2021 | 2022 | - | - | - | - | - | - | - |
| ---- | ---- | - | - | - | - | - | - | - |
| 282  | 278  | - | - | - | - | - | - | - |

## Distinctions culturelles
Le Pavillon-Sainte-Julie fait partie des communes ayant reçu l’étoile verte espérantiste, distinction remise aux maires de communes recensant des locuteurs de la langue construite espéranto.

## Lieux et monuments

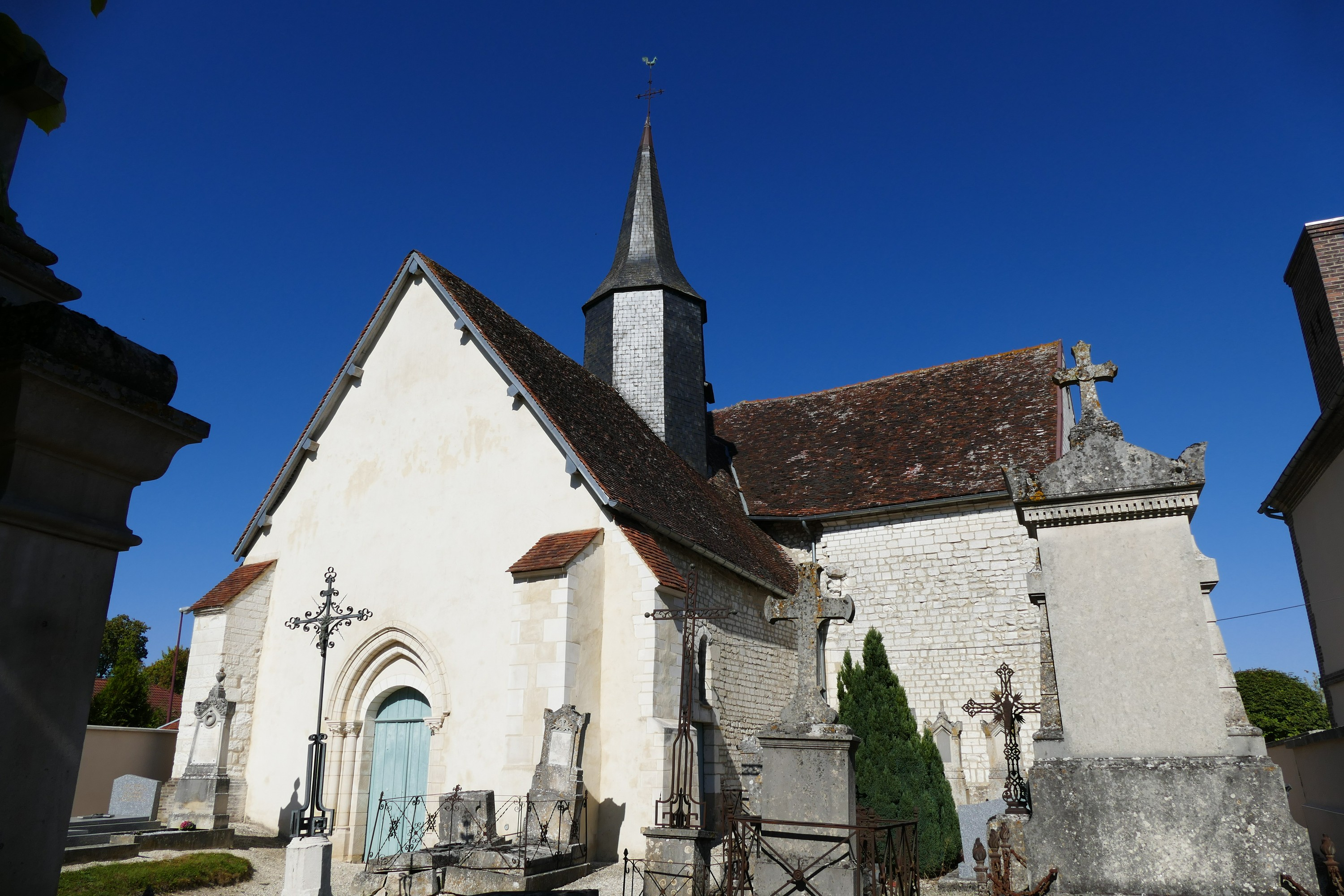
L'église de la Nativité-de-Notre-Dame.

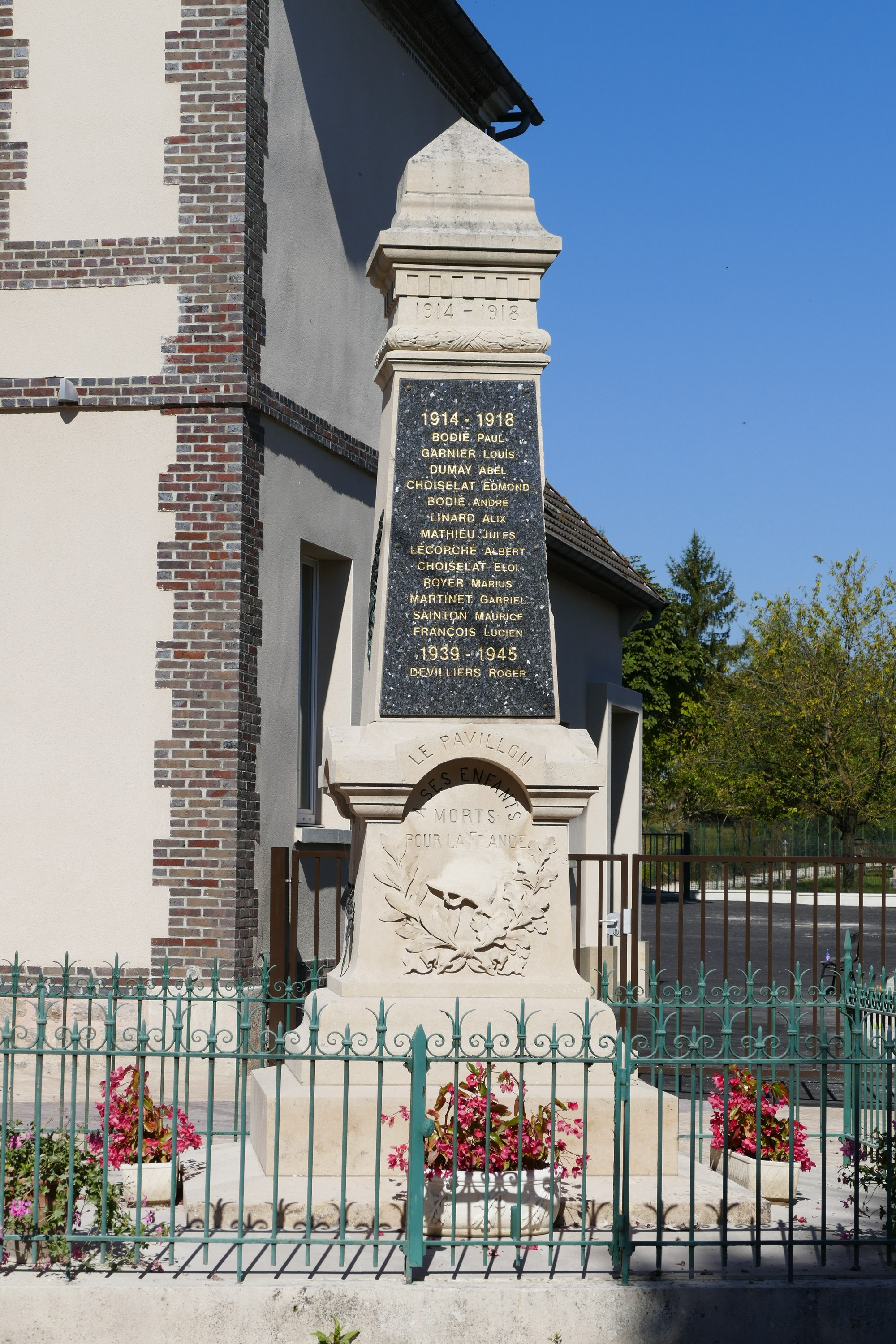
Le monument aux morts.

- L'église dédiée à la Nativité de la Vierge possède une nef du XIIe siècle et un transept et une abside du XVIe siècle[27]. Elle renferme plusieurs statues dont certaines sont classées. Des vitraux ornent les fenêtres et un retable occupe le chœur. Quelques carreaux ornés subsistent au sol. Les murs extérieurs sont gravés de nombreux graffiti très anciens[28].
- Le monument aux morts[29].
- Croix de chemins[30]